# Systenocentrus confucianus
Systenocentrus confucianus is een hooiwagen uit de familie Sclerosomatidae.